# AsiaCenter busz (Budapest)
A budapesti AsiaCenter busz AsiaCenter helyi, szerződéses járata volt, Újpest-városkapu és az AsiaCenter között közlekedett. A vonalat az Impex Busz kft. üzemeltette.

## Története
A vonal a 2000-es években indult az Újpest-városkapu és az AsiaCenter között.
Az autóbusz óránként indult körjárati üzemben, majd 2011. december végén megszűnt. Egy, a Budapesti Közlekedési Központtal való megállapodás által elérte, hogy a BKV 224-es körforgalmú buszjárata (régebbi nevén a Palota-busz) 2013. június 1-től újra érintse az üzletközpontot.

## Járművek
A vonalon a megszűnésig Neoplan N4009, a Mercedes-Benz O407 és a O520 Cito buszok közlekedtek.

## Megállóhelyek
AsiaCenter felé
- Újpest-városkapu
- Újpest-központ
- Újpesti Uszoda
- Stop Shop
- Rákos út
- Újpalota csarnok
- AsiaCenter

Újpest-városkapu felé
- AsiaCenter
- Újpalota csarnok
- Újpest-központ
- Újpest-városkapu